# لاريسا شعيب
لاريسا شعيب (ولدت في 16 يونيو 1966) هي لاعبة تنس طاولة أولمبية لبنانية أوكرانية. مثلت لبنان في دورة الألعاب الأولمبية الصيفية 1996 في أتلانتا. درست التربية الرياضية من عام 1984 إلى 1989 عندما كان لديها درجة الماجستير في نفس المجال. في عام 2001، بدأت مهنة التدريب في تنس الطاولة في لبنان.

## المشاركة الأولمبية

### الألعاب الأولمبية الصيفية 1996
كانت لاريسا المشاركة الوحيدة في هذه البطولة.

## حياتها
تزوجت لاريسا من زميلها في الكلية «يحيي شُعَيْب» في عام 1987، ولديها ابن يدعى «ماكسيم».

## روابط خارجية
- لاريسا شعيب على موقع أوليمبيديا (الإنجليزية)